# Wayne, Quận Washington, Wisconsin
Wayne là một thị trấn thuộc quận Washington, tiểu bang Wisconsin, Hoa Kỳ. Năm 2010, dân số của thị trấn này là 2.137 người.